# 本頓鎮區 (堪薩斯州艾奇遜縣)
本頓鎮區（英語：Benton Township）為位在美國堪薩斯州艾奇遜縣的鎮區。2010年美国人口普查中該鎮區人口有1,014人。

## 地理
本頓鎮區涵蓋面積156.3平方（60.3平方英里），境內擁有一座城市：埃芬漢。

### 墓園
根據美國地質調查局的資料，此鎮區擁有4座墓園：
- 梅普爾格羅夫墓園（Maple Grove Cemetery）
- 蒙羅維亞墓園（Monrovia Cemetery）
- 尼爾墓園（Neill Cemetery）
- 普萊森特格羅夫墓園（Pleasant Grove Cemetery）

### 溪流
通過此鎮區的溪流有：
- 斯特蘭傑溪北支流（North Fork Stranger Creek）

## 人口統計
根據2010年美國人口普查，本頓鎮區人口有1,014人，人口密度為6.49人/平方公里。種族方面，95.76%為白人；0.99%為非裔美洲人；0.59%為美洲原住民；0.2%為亞洲人；0%為太平洋島民；0.3%為其他種族；另外有2.17%為兩個或以上的種族。而西班牙裔美國人或拉丁美洲人佔該鎮區人口的1.97%。

## 外部連結
- US-Counties.com
- City-Data.com （页面存档备份，存于）